# 圣训堂
圣训堂位于江苏省南京市建邺区，是南京市最大的基督教新教教堂。

## 历史
2007年1月，南京市政协社会法制民族宗教委员会提交了名为《关于在河西新城区择址建设基督教堂的建议》的提案，南京市政府经过讨论，最后决定兴建教堂，以适应城市建设国际化的要求，并使其成为南京市一道新的文化景观。南京市基督教协会邀请东南大学建筑研究设计院、南京大学建筑设计院、北京中华建筑设计院和美国LDX公司参与设计，经过评审，东南大学建筑研究设计院方案最终入选。
2007年11月，圣训堂举行奠基仪式。
2009年7月，教堂钢结构主体竣工。2013年3月31日，复活节当天，圣训堂举行献堂典礼和落成典礼，正式投入使用。2014年，圣训堂作为青奥会指定接待宗教活动场所，接待外宾来访，举行宗教活动。

## 建筑
教堂由东南大学建筑研究设计院下设的UAL城市建筑工作室负责设计，采用玻璃幕墙的现代化风格。结合教堂临水而立的场地条件，在设计中赋予教堂主堂的造型“诺亚方舟”的象征意义。
教堂占地面积为20.72亩，建筑面积为13500平方米（其中主堂建筑面积7700平方米，附属房屋及地下停车场5800平方米），主堂可以容纳5000人聚会，另有两个辅堂。